# ザビア・ハーバート

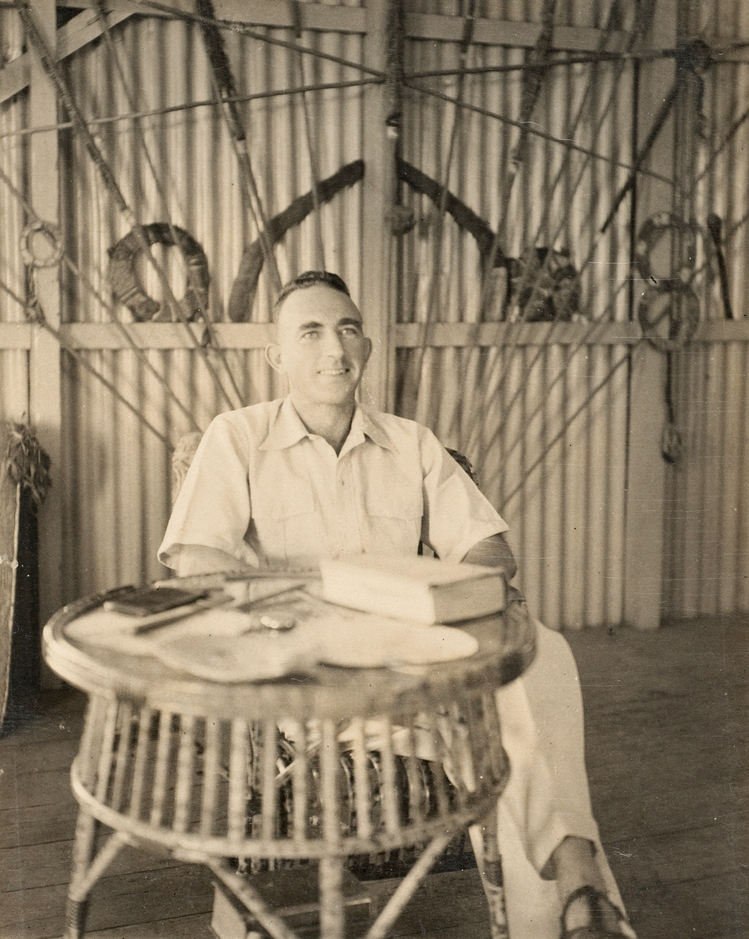
ザビア・ハーバート（1938年）

ザビア・ハーバート（Xavier Herbert、1901年5月15日 - 1984年11月10日）は、オーストラリアの作家。1975年にオーストラリアにおけるもっとも権威ある文学賞であるマイルズ・フランクリン賞を受賞した『かわいそうな私の国』（英題：Poor Fellow My Country）を著したことで知られる。

## 出生
ハーバートは1901年、西オーストラリア州のジェラルトンに生まれた。メルボルン大学薬学部中退後は職を転々とし、オーストラリアの各地を渡り歩いた。1927年にノーザンテリトリーのダーウィンに至ると、その風土にとりつかれた。その後1930年にイギリスに渡り、妻となるユダヤ系女性のサディ・ノードンと知り合った。
1938年、ダーウィン周辺を舞台としたアボリジニと白人混血児の運命を描いた『キャプリコーニア』（英題：Capricornia）を発表し、作家としてデビューした。この作品は1975年に第二次世界大戦を背景により大きなスケールで描きなおされ、長編小説『かわいそうな私の国』として発表され、国内外に大きな反響を呼んだ。同作品は日本では越智道雄によって翻訳出版され、1983年に日本翻訳出版文化賞を受賞している。
1984年、83歳で死去。

## 作品
- 1938年 - 『キャプリコーニア』（Capricornia）
- 1959年 - Seven Emus
- 1961年 - Soldiers' Women
- 1963年 - Disturbing Element
- 1963年 - Larger than Life
- 1975年 - 『かわいそうな私の国』（Poor Fellow My Country）